# Травес
Травес (итал. Traves) је насеље у Италији у округу Торино, региону Пијемонт.
Према процени из 2011. у насељу је живело 545 становника. Насеље се налази на надморској висини од 614 м.

## Становништво
Према резултатима пописа становништва 2011. у општини је живело 553 становника.
| 1931. | 1936. | 1951. | 1961. | 1971. | 1981. | 1991. | 2001. | 2011. |
| ----- | ----- | ----- | ----- | ----- | ----- | ----- | ----- | ----- |
| 844   | 808   | 718   | 632   | 592   | 579   | 506   | 545   | 553   |